# Kaʻiulani

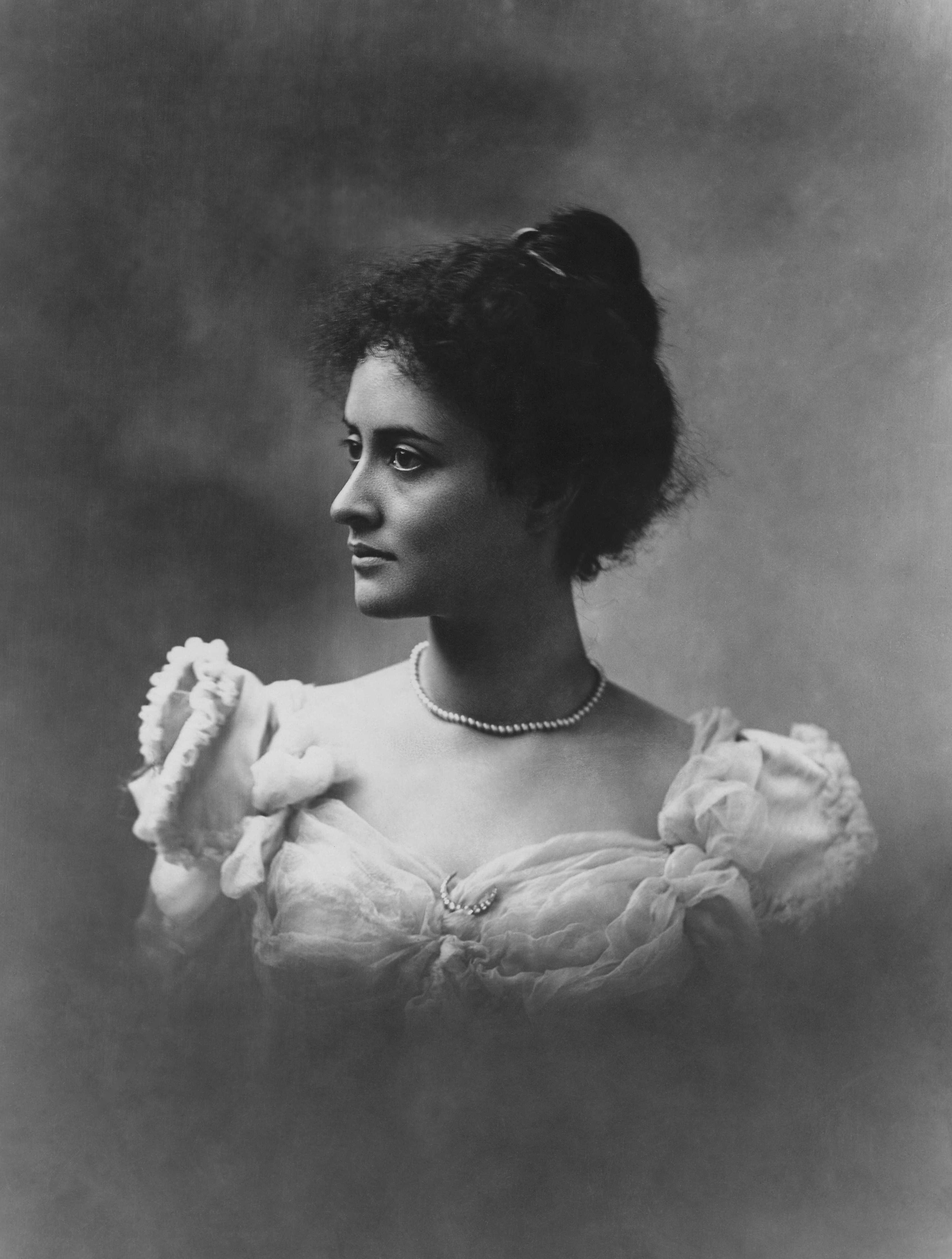
Ka‘iulani, 1897

Kaʻiulani (eigentlich: Victoria Kawēkiu Kaʻiulani Lunalilo Kalaninuiahilapalapa Cleghorn) (* 16. Oktober 1875 in Honolulu, Königreich Hawaiʻi; † 6. März 1899 in ʻĀinahau, Honolulu, Hawaii-Territorium) war die letzte Kronprinzessin des Königreichs Hawai‘i.

## Name
Kaʻiulani wurde in Honolulu auf der Insel Oʻahu im Königreich Hawai‘i geboren. Bei ihrer Taufe erhielt sie den Namen Victoria Kawēkiu Kaʻiulani Lunalilo Kalaninuiahilapalapa Cleghorn. 1898 schrieb ihre Tante, Königin Lili’uokalani, den Namen in ihren Memoiren Hawaii's Story by Hawaii's Queen als Victoria Kaʻiulani, Kalaninuiahilapalapa, Kawēkiu i Lunalilo oder Victoria Kawēkiu Lunalilo Kalaninuiahilapalapa Kaʻiulani Cleghorn. Benannt wurde Ka‘iulani nach ihrer Tante mütterlicherseits, Anna Ka‘iulani, die jung gestorben war, und nach Königin Victoria, durch deren Hilfe die Souveränität und Unabhängigkeit des Königreichs Hawai‘i während der Herrschaft von Kamehameha III. wiederhergestellt worden war. Ihr hawaiischer Name kommt von ka ‘iu lani, was „die königliche Heilige“ bedeutet. Kawēkiu bedeutet „höchster Rang oder Posten“. Auf Wunsch von Charles Kana‘ina erhielt sie zudem den Namen Lunalilo, der sich aus luna (hoch) und lilo (verloren) zusammensetzt und mit „so hoch oben, dass man sie nicht mehr sehen kann“ übersetzt werden kann. Durch den Namen sollte ihre Anwärterschaft auf den Thron unterstrichen werden, denn dieser Name war auch der des verstorbenen Königs Lunalilo, des Sohns von Charles Kana‘ina. Der Name Kalaninuiahilapalapa stellte ihren Bezug zum königlichen Haus der Keawe (den traditionellen Herrschern Hawai‘is) und den Flammen der mittags brennenden Fackel dar, ein Symbol für kapu, das das Haus Kalākaua von seinem Vorfahren Iwikauikaua übernommen hatte.

## Kindheit und Familie 1875–1887

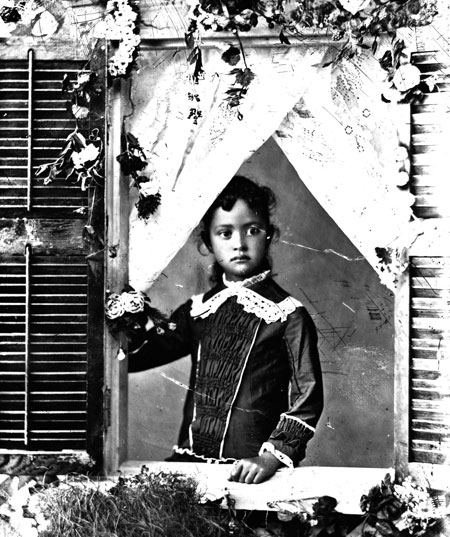
Ka‘iulani als kleines Mädchen, um 1881

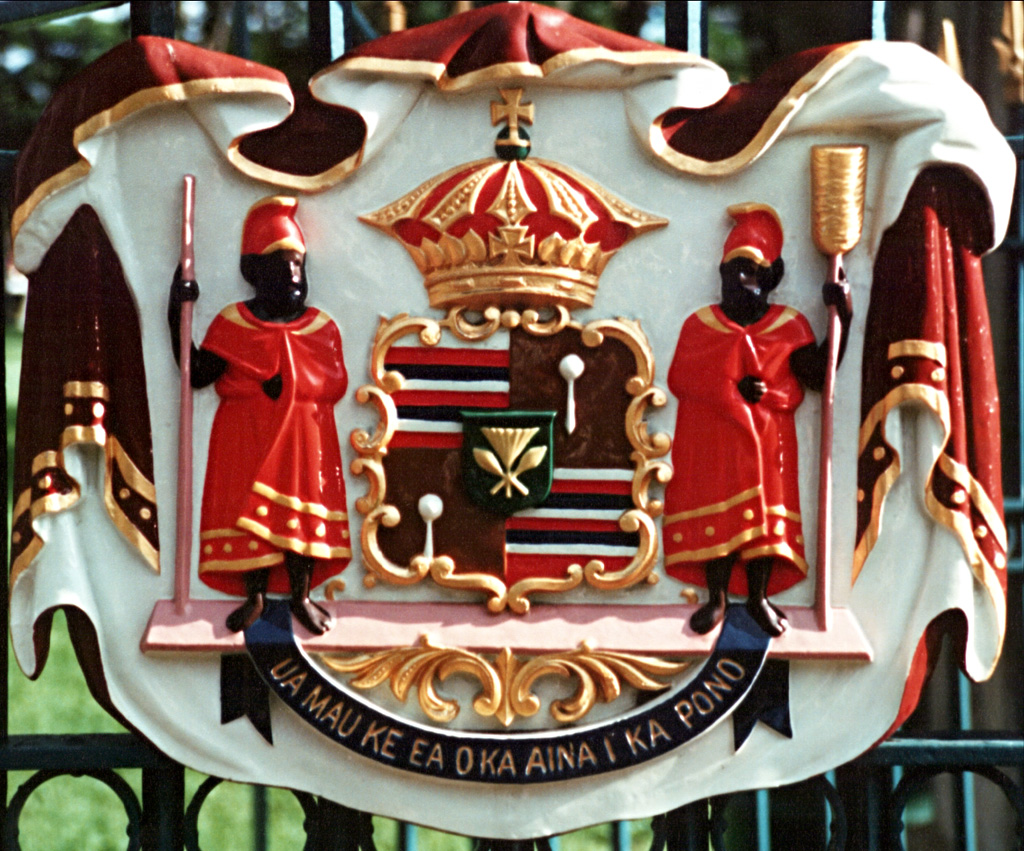
Wappen des Königreiches Hawaiʻi am ʻIolani-Palast

Ka‘iulani war das einzige Kind von Prinzessin Miriam Likelike und dem schottischen Geschäftsmann Archibald Scott Cleghorn. Sie wurde in der Villa ihrer Eltern in Honolulu am 16. Oktober 1875 geboren. Ihre Mutter war eine jüngere Schwester der beiden letzten Könige von Hawai‘i, Kalākaua und Liliʻuokalani. Sie stammte von Keaweaheulu und Kameʻeiamoku ab, den königlichen Beratern von Kamehameha I. während seiner Eroberung der Hawaii-Inseln von 1780 bis 1795. Kameʻeiamoku war einer der königlichen Zwillinge, die zusammen mit Kamanawa flankierend im hawaiischen Wappen abgebildet sind, und sein Sohn Kepoʻokalani war der erste Cousin des Eroberers auf Seiten von Kamehamehas Mutter Kekuʻiapoiwa II. Ihre Familie war mit dem Haus Kamehameha verwandt und bestieg den Thron 1874 nach der Wahl ihres Onkels Kalākaua zum König der Hawaii-Inseln. Ka‘iulanis Geburt wurde durch Salutschüsse und Glockenläuten bekanntgegeben. Zum Zeitpunkt ihrer Geburt war sie Vierte in der Thronfolge und rückte nach dem Tod ihres Onkels Leleiohoku II 1877 auf den dritten Platz auf.
Kaʻiulanis Vater war ein schottischer Finanzier aus Edinburgh; er diente von 1887 bis 1893 als Collector General of Customs und von 1891 bis zur Abschaffung des Amtes durch die Provisorische Regierung von Hawaii nach dem Sturz der Monarchie 1893 als letzter Gouverneur von Oʻahu. Durch ihn hatte Kaʻiulani drei ältere Halbschwestern: Rose Kaipuala, Helen Mani‘iailehua und Annie Pauahi.
Ka‘iulani wurde am 25. Dezember 1875 in der Pro-Kathedrale der St. Andrew’s Anglican Cathedral in Honolulu von Bischof Alfred Willis getauft. Es war die erste Taufe einer Prinzessin seit der Geburt von Victoria Kamāmalu 1838. Das Baby Ka‘iulani, das in ein „mit Seide besticktes Kaschmirgewand“ gekleidet war, verhielt sich Berichten zufolge „mit größtem Respekt“ und gab „während des Gottesdienstes keinen Ton von sich“. König Kalākaua, seine Gattin, Königin Kapiʻolani, und Prinzessin Ruth Keʻelikōlani standen für sie Pate. Ein späterer Hinweis in einer Ausgabe des Honolulu Star-Bulletin von 1916 besagt, dass die hawaiische Richterin Emma Nakuina ihre Patin war. Unter den Gästen befanden sich diplomatische Vertreter der Vereinigten Staaten, Großbritanniens und Frankreichs sowie Mitglieder des konsularischen Korps in Honolulu. Die königliche Familie gab für die Gäste der Zeremonie einen Empfang und ein Nachmittagsessen im ʻIolani-Palast, bei dem Kaʻiulani anwesend war und von ihrer Amme begleitet wurde. Die Royal Hawaiian Band spielte beim Empfang. Kapitän Henri Berger, der Leiter der Band, komponierte ihr zu Ehren den Kaʻiulani March.
Prinzessin Ruth schenkte Ka‘iulani ein Stück Land in Waikīkī, 6,4 km von Honolulu entfernt. Gemeinsam mit angrenzenden Ländereien, die 1872 von ihrem Vater gekauft worden waren, bildeten sie ʻĀinahau. Ihre Mutter Likelike nannte es ʻĀinahau (kalter Ort) wegen der kalten Winde, die vom Manoa-Tal kamen. Als Ka‘iulani drei Jahre alt war, übersiedelte die Familie auf diesen Landsitz. Cleghorn pflanzte einen großen botanischen Garten auf dem Anwesen an, unter anderem einen Banyanbaum, der als Ka‘iulanis Banyan bekannt war. Ka‘iulanis Mutter Prinzessin Likelike starb am 2. Februar 1887 mit 36 Jahren. Die elfjährige Ka‘iulani erbte das Anwesen.

## Ausbildung 1889–1893
Ka‘iulani wurde von Kindheit an von Gouvernanten und Privatlehrern ausgebildet, zunächst von der Britin Marion Barnes von 1879 bis zu deren Tod 1884, dann von einer Amerikanerin namens Gertrude Gardinier, die ihre Lieblingsgouvernante wurde. Nach Gardiniers Heirat 1887 gehörten unter anderem die Französin Catalina de Alcala (oder D’Acala) und die Deutsche Fräulein Reiseberg zu ihren Gouvernanten. Die Gouvernanten unterrichteten sie in Lesen, Briefe schreiben (vor allem an Verwandte), Musik und Verhalten in der Gesellschaft. Außerdem las sie Biographien über ihre Namensvetterin Königin Victoria. Ka‘iulani sprach fließend Hawaiianisch, Englisch, Französisch und Deutsch.
König Kalākaua setzte sich mit seinem Hawaiian-Youths-Abroad-Programm für eine umfassende Ausbildung für zukünftige hawaiische Führungspersönlichkeiten ein. Seine Nichte Ka‘iulani war nicht das erste Mitglied der hawaiischer Königsfamilie, das im Ausland ausgebildet wurde. Die hawaiische Regierung sandte ihre Cousins David Kawānanakoa (bekannt als Koa), Edward Abnel Keli‘iahonui († 1887) und Jonah Kūhiō Kalaniana‘ole auf die Saint Matthew’s School in den Vereinigten Staaten.
Ein paar Monate nach dem Tod von Ka‘iulanis Mutter Likelike kam es auf Hawaii zu politischen Unruhen. Örtliche Geschäftsleute beschuldigten Kalākauas Kabinett unter Premierminister Walter Murray Gibson der Einflussnahme bei Wahlen und der Manipulation der legislativen Verwaltung. Obwohl das Kabinett Gibson durch das Reformkabinett ersetzt wurde, blieb die Geschäftswelt unzufrieden. Das Komitee der Dreizehn Geschäftsleute unter der Leitung von Lorrin A. Thurston entwarf die sogenannte Bayonet Constitution, in der die Legislative als oberste Autorität über die Handlungen der Monarchie festgeschrieben wurde. Es wird angenommen, dass Thurston der Hauptverfasser der neuen Verfassung war. Die Verfassung, die Kalākaua am 6. Juli 1887 zur Unterschrift vorgelegt wurde, schränkte die Macht der Monarchie ein und stärkte den Einfluss der euro-amerikanischen Interessen in der Regierung.

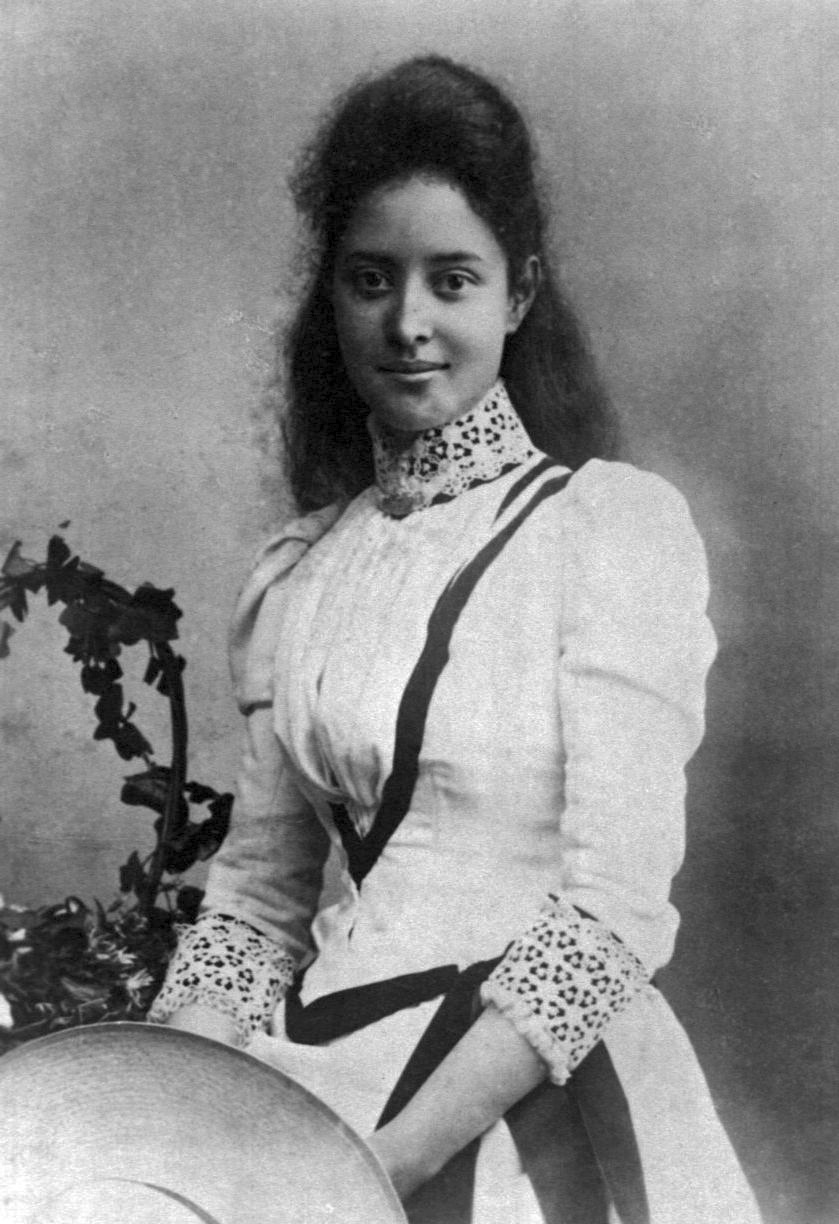
Ka‘iulani mit 17 Jahren in Great Harrowden Hall, um 1892

### Ausbildung in England 1889–1893
Mit dem Tod ihrer Mutter rückte Ka‘iulani auf den zweiten Platz der Thronfolge, hinter ihre Tante Lili‘uokalani, vor. Mit dem Tod ihres Onkels Kalākaua und der Thronbesteigung Lili‘uokalanis wurde sie zur Thronfolgerin. 1889 wurde es als angemessen erachtet, Ka‘iulani zur Ausbildung nach England zu senden und sie von den Intrigen und den Unruhen zwischen Kalākaua und seinen politischen Gegnern fernzuhalten. Ka‘iulani verließ Honolulu am 10. Mai 1889. Mit ihr reisten unter anderem ihre Halbschwester Annie und Mary Matilda Walker, die Ehefrau des britischen Vizekonsuls Thomas R. Walker. Cleghorn begleitete seine Töchter nach San Francisco, bevor er nach Hawaii zurückkehrte. Die Reisegesellschaft fuhr mit dem Zug quer durch die Vereinigten Staaten, mit kurzen Zwischenhalten in Chicago und New York, bevor sie mit dem Schiff nach Liverpool fuhr, das sie am 17. Juni nach einer einmonatigen Reise erreichte. Nachdem Mrs. Walker nach Hawaii zurückgekehrt war, standen Ka‘iulani und Annie unter der Vormundschaft von Theo H. Davies und dessen Ehefrau Mary Ellen. Davies war britischer Staatsbürger und der Besitzer von Theo H. Davies & Co., einem der sogenannten Big-Five-Zuckerbetriebe, die in Hawaii arbeiteten. Die Ferien verbrachte Ka‘iulani in Sundown, der Residenz der Davies in Hesketh Park, Southport.
Ab September wurden Ka‘iulani und Annie nach Northamptonshire gesandt, wo sie sich in Great Harrowden Hall, einem Mädcheninternat unter der Leitung von Caroline Sharp, einschrieben. Nach dem ersten Schuljahr kehrte Annie nach Hawaii zurück, um zu heiraten, woraufhin Ka‘iulani alleine in der Schule verblieb. Sharp bemerkte, dass Ka‘iulani trotz der Trennung „gute Fortschritte in ihren Studien machte.“ Ka‘iulani schrieb stolz nach Hause, dass sie die Drittbeste in ihrer Französischklasse war. Der Bischof von Leicester konfirmierte sie im Mai 1890. Im Sommer 1891 besuchte ihr Vater sie und gemeinsam bereisten sie die Britischen Inseln, unter anderem besuchten sie auch das Stammland der Cleghorns in Schottland.
Davies überzeugte Ka‘iulanis Familie, sie Anfang 1892 aus Great Harrowden Hall zu holen, damit sie ein Mädchenpensionat besuchen konnte, das sie für die Gesellschaft vorbereiten sollte. Im Februar zog Ka‘iulani nach Hove, Brighton, wo sie in die Obhut von Phebe Rooke kam, die für sie Privatlehrer und einen Lehrplan organisierte, der Deutsch, Französisch, Englisch, Literatur, Geschichte, Musik und Gesang umfasste. Das Dorf am Meer gefiel ihr, und sie verbrachte Ende April und Anfang Mai ihren Urlaub in Saint Helier auf der Kanalinsel Jersey bei ihrem Gastgeber.
Die Aussicht, nach Hawaii zurückzukehren, begeisterte sie erneut für ihr Studium. Die Rückkehr nach Hawaii wurde für Ende 1893 geplant, und die hawaiische Legislative bewilligte 4.000 Dollar für ihre Reisekosten. Diese Reise sollte ihren Eintritt in die Gesellschaft als Thronanwärterin markieren. Es wurden Vorkehrungen für eine Audienz bei Königin Victoria getroffen, gefolgt von einer Europareise und einem möglichen Besuch der World’s Columbian Exposition in Chicago. In Vorfreude schrieb Kaʻiulani an ihre Tante Liliʻuokalani: „Ich freue mich auf meine Rückkehr im nächsten Jahr. Ich beginne, großes Heimweh zu haben.“ Nach dem Umsturz am 17. Januar 1893 wurden diese Pläne jedoch abgesagt.

## Sturz der Monarchie 1891–1893
Während ihrer Abwesenheit herrschten auf Hawaii große Unruhen. Kalākaua starb am 20. Januar 1891 in San Francisco. Kaʻiulani erfuhr vom Tod ihres Onkels bereits am nächsten Tag durch die transatlantischen Telegrafenkabel, während die Nachricht Hawaii erst am 29. Januar erreichte, als die Charleston mit den sterblichen Überresten des Königs nach Honolulu zurückkehrte. Liliʻuokalani bestieg sofort den Thron. Am 9. März ernannte Liliʻuokalani mit Zustimmung des Oberhauses und gemäß der hawaiischen Verfassung ihre Nichte Kaʻiulani zu ihrer Thronfolgerin. Der Stab der Königin ritt daraufhin durch die Straßen von Honolulu, um die Proklamation zu verkünden, während sowohl von der Artilleriebatterie als auch von den amerikanischen Schiffen Mohican und Iroquois im Hafen von Honolulu Salutschüsse abgefeuert wurden.

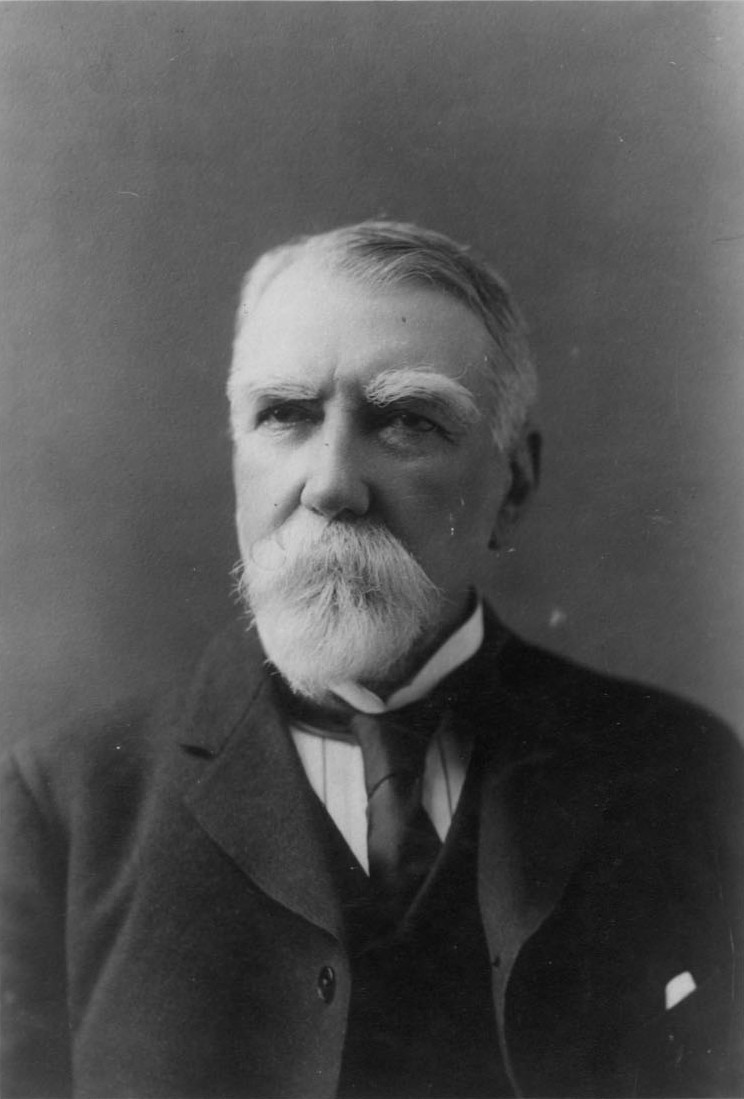
Ka‘iulanis Vater Archibald Scott Cleghorn

Als Thronfolgerin hatte Kaʻiulani in politischen Fragen Einfluss auf die Königin. Im Herbst 1891 schrieb sie an Liliʻuokalani und bat um die Ernennung ihres Vaters anstelle von Prinz David Kawānanakoa für das Gouverneursamt von Oʻahu, das durch den Tod von Liliʻuokalanis Ehemann John Owen Dominis frei geworden war. Die Königin kam ihrer Bitte nach und ernannte am 11. November Cleghorn zum Gouverneur. Die Prinzessin erhielt auch die Genehmigung, dass ihr Vater seinen Posten als Generalkollektor behalten durfte, nachdem sie erklärt hatte: „Wir können nicht auf sein Gehalt verzichten, da das Gehalt des Gouverneurs nur die Hälfte des anderen beträgt.“ Kaʻiulani, die sich auf ihre Rückkehr freute, versprach: „Wenn ich nach Hause komme, werde ich versuchen, euch so viel wie möglich zu helfen, obwohl es nicht viel sein wird, da ich die Staatsangelegenheiten nicht verstehe.“
1893 traf sich das Committee of Safety unter der Leitung von Lorrin A. Thurston zwei Tage lang zur endgültigen Planung des Umsturzes und wählte einstimmig Sanford B. Dole für die Durchführung aus. Er schlug einen seiner Meinung nach vernünftigeren Sofortplan vor, ein mögliches Ergebnis, das auch von anderen im Königreich diskutiert worden war: „... dass die Königin abgesetzt und Prinzessin Kaʻiulani als Königin eingesetzt wird, und dass eine Regentschaft eingesetzt wird, die das Land während ihrer Minderjährigkeit regiert...“. Tatsächlich hatte sich Cleghorn kurz vor dem Sturz mit genau demselben Vorschlag auch direkt an Thurston gewandt. Thurston wiederholte, was er bereits Cleghorn gesagt hatte, nämlich dass das Komitee kein Interesse daran habe, sich mit einer zukünftigen Monarchie in irgendeiner Form zu befassen, und lehnte den Plan rundheraus ab. Die Monarchie wurde gestürzt und die provisorische Regierung von Hawaii wurde am 17. Januar 1893 von Präsident Sanford B. Dole proklamiert.
Liliʻuokalani überließ ihre Macht vorübergehend den Vereinigten Staaten und nicht der von Dole geführten Regierung, in der Hoffnung, dass die Vereinigten Staaten die monarchische Regierung als rechtmäßige Macht anerkennen und damit die Souveränität Hawaiis wiederherstellen würden. Cleghorn verlor am 28. Februar seinen Gouverneursposten. Er machte Liliʻuokalanis politische Untätigkeit für den Umsturz verantwortlich und glaubte, dass die Monarchie erhalten geblieben wäre, wenn sie zugunsten von Kaʻiulani abgedankt hätte. Er traf sich privat mit Thurston und forderte ihn auf, Kaʻiulanis Anspruch auf den Thron zu respektieren, was Thurston kurz und bündig ablehnte. Cleghorn leistete später unter Protest einen Eid auf die Provisorische Regierung, um seine Position im Zollhaus zu behalten, trat aber am 15. April zurück.
Das ultimative Ziel der provisorischen Regierung war die Annexion durch die Vereinigten Staaten. Thurston leitete eine Delegation nach Washington, D.C., um mit Präsident Benjamin Harrison zu verhandeln, während die Königin ihren Anwalt Paul Neumann und Prinz Kawānanakoa schickte, um ihren Fall gegenüber Harrison und dem designierten Präsidenten Grover Cleveland zu vertreten. Cleghorn bezahlte die Reisekosten von Edward C. Macfarlane, einem weiteren Abgesandten der Königin, um die Rechte von Kaʻiulani zu schützen. Der Annexionsvertrag hätte Liliʻuokalani eine lebenslange Rente von 20.000 Dollar jährlich angeboten und Kaʻiulani mit einer einmaligen Abfindung von 150.000 Dollar entschädigt, wenn sie sich der Regierung der Vereinigten Staaten und der lokalen Verwaltung der Inseln unterordnen würden. Die Königin sah das nie als eine zu verwirklichende Möglichkeit an.

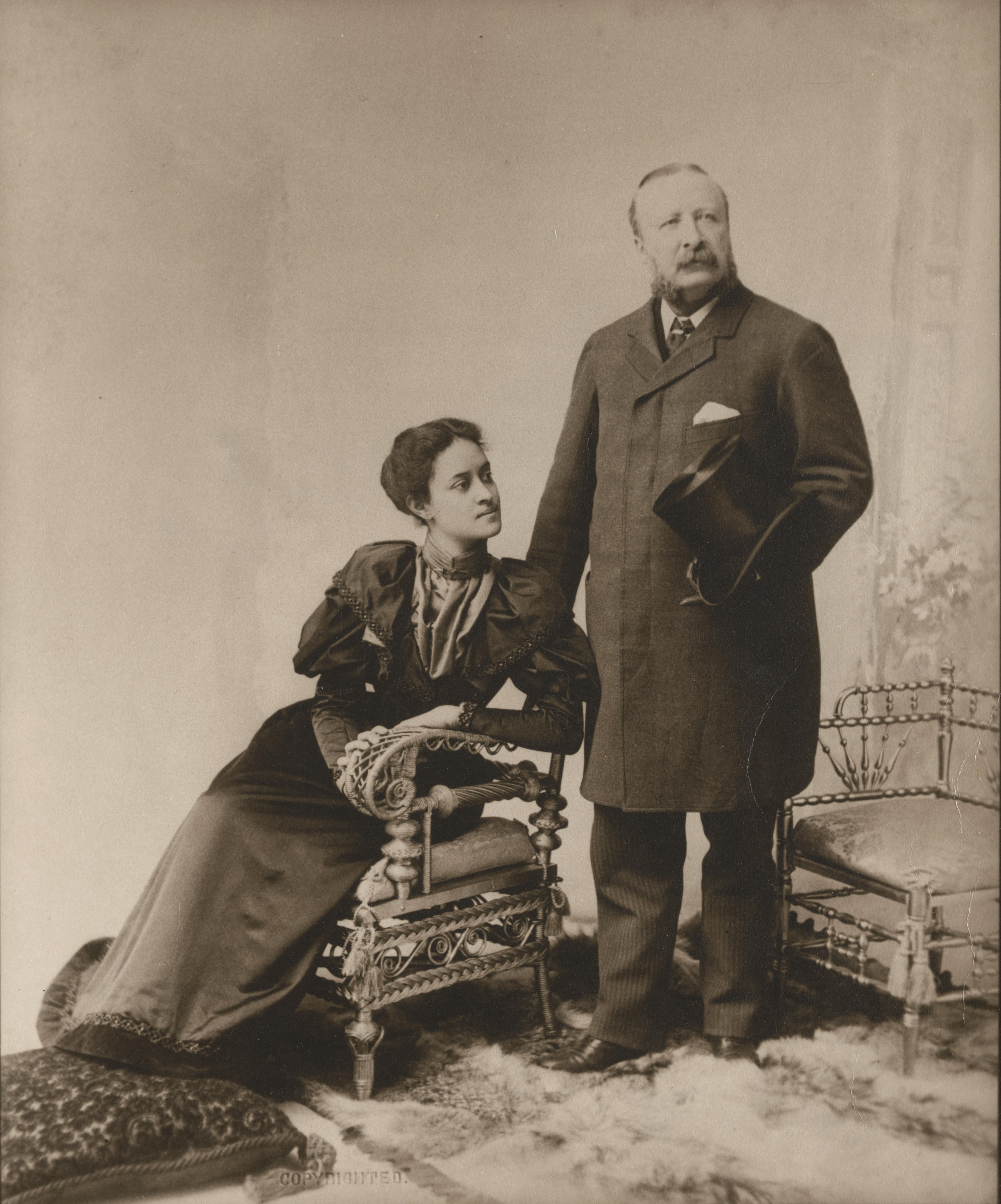
Ka‘iulani mit Theo H. Davies in Boston, 1893

### Besuch in den Vereinigten Staaten 1893
Viele Gruppierungen auf Hawaii und im Ausland sprachen sich dafür aus, Kaʻiulani anstelle von Liliʻuokalani im Rahmen einer eingeschränkteren Form der konstitutionellen Monarchie auf den hawaiischen Thron zu setzen. James Hay Wodehouse, der britische Kommissar auf Hawaii, berichtete seinem Vorgesetzten in London, dass die Eingeborenen Kaʻiulani als Königin unterstützen und begrüßen würden. Charles Reed Bishop, der Witwer des weiblichen Oberhäuptlings Bernice Pauahi Bishop, schrieb, dass „die bessere Klasse der Briten sie bevorzuge, und ihr helfen würde, sie zu kontrollieren und so gut wie möglich zu regieren“. Dole, der Führer der provisorischen Regierung, hatte erklärt, dass es „weitaus taktvoller“ gewesen wäre, „die Macht des Throns“ durch „Regentschaft im Namen der jungen Prinzessin Kaʻiulani zu halten, bis sie ihre Volljährigkeit erreicht hat“.
Kaʻiulani erfuhr von dem Sturz durch ein kurzes Telegramm, das Davies am 30. Januar erhielt: „‚Königin abgesetzt‘, ‚Monarchie abgeschafft‘, ‚Nachricht an Prinzessin überbringen‘“. In den Wochen nach dem Sturz schrieb Davies an den hawaiischen Minister in den Vereinigten Staaten, John Mott-Smith, in Washington und schlug vor, dass das hawaiische Volk über eine revidierte Verfassung für die Abdankung der Königin und die Unterstellung von Kaʻiulani unter einen von Dole geleiteten Regentschaftsrat abstimmen sollte. Davies bekräftigte diese Haltung in einer späteren Ansprache. Davies riet Kaʻiulani, sich direkt an das amerikanische Volk zu wenden.

Kaʻiulani reiste in Begleitung von Mr. und Mrs. Davies, deren Tochter Alice Davies, Annie Whartoff als ihrer Hofdame und Anstandsdame sowie einem Dienstmädchen von Mrs. Davies von Southampton nach New York, wo sie am 1. März ankam. Macfarlane und Mott-Smith holten die Gruppe auf ihrem Schiff ab. Bei der Landung am Pier hielt Kaʻiulani vor der versammelten Presse und den Schaulustigen eine von Davies verfasste Rede:
„Vor siebzig Jahren sandte das christliche Amerika christliche Männer und Frauen aus, um Hawaii Religion und Zivilisation zu bringen. Heute sind drei der Söhne dieser Missionare in Ihrer Hauptstadt und bitten Sie, das Werk ihres Vaters rückgängig zu machen. Wer hat sie geschickt? Wer hat ihnen die Befugnis gegeben, die Verfassung zu brechen, die sie zu verteidigen geschworen hatten? Heute habe ich, ein armes, schwaches Mädchen ohne einen einzigen Angehörigen meines Volkes und mit all diesen „hawaiischen“ Staatsmännern gegen mich, die Kraft, für die Rechte meines Volkes einzutreten. Selbst jetzt höre ich ihr Wehklagen in meinem Herzen, und es gibt mir Kraft und Mut, und ich bin stark – stark im Glauben an Gott, stark in dem Wissen, dass ich im Recht bin, stark in der Kraft von siebzig Millionen Menschen, die in diesem freien Land meinen Schrei hören und sich weigern werden, dass ihre Flagge die meine entehrt!“
Während ihrer ersten beiden Tage tourten Kaʻiulani und die Davies durch New York und empfingen Anrufer, darunter auch ihren Cousin Kawānanakoa, der allerdings nur kurz mit ihr sprechen durfte. Zwischen Davies und Liliʻuokalanis Vertretern in den Vereinigten Staaten kam es zu Meinungsverschiedenheiten über seinen Einfluss auf Kaʻiulani. Kawānanakoa sowie Neumann, Macfarlane und Mott-Smith kritisierten Davies’ Vorgehen, Kaʻiulani ohne die Zustimmung von Cleghorn oder der Königin in die Vereinigten Staaten zu bringen. Sie waren der Ansicht, dass Davies’ öffentliche Äußerungen, mit denen er eine Regentschaft anstelle der Königin unterstützte, den Streit gegen die Annexion untergruben und den Eindruck eines „Dreikampfes“ erweckten. Macfarlane, der selbst britischer Abstammung war, erklärte gegenüber der Presse: „Ihr Kommen wird nichts nützen, vor allem, wenn sie unter den Fittichen eines Ultra-Briten steht.“
Vom 3. bis 7. März besuchte Kaʻiulani Boston, während Cleveland auf seine Vereidigung als Präsident wartete. Sie nahm an verschiedenen gesellschaftlichen Veranstaltungen teil, von denen viele zu ihren Ehren stattfanden, und besichtigte das Massachusetts Institute of Technology (das der Sohn der Davies, Clive, besuchte) und das Wellesley College. Als sie am 8. März in Washington, D.C. ankam, wurde sie von Kawānanakoa am Bahnhof mit einem Blumenkranz begrüßt. Sie wohnte im Arlington Hotel, wo sie auf ein Treffen mit dem Präsidenten wartete. In der Zwischenzeit zog Cleveland, der antiimperialistische Ansichten vertrat, am 9. März den Annexionsvertrag zurück und ernannte am 11. März James Henderson Blount zum Sonderbeauftragten für die Untersuchung des Umsturzes. Am 13. März empfingen der Präsident und die First Lady Frances Cleveland Kaʻiulani im Weißen Haus. Ihre Reisebegleiterin Alice erinnerte sich: „Wir wurden von Präsident und Mrs. Cleveland empfangen und hatten ein kurzes Gespräch, in dem alle Hinweise auf unsere Mission sorgfältig vermieden wurden.“
Die politische Situation blieb ungewiss, während Hawaii auf den Abschluss des Blount-Berichts wartete. Macfarlane wollte, dass Kaʻiulani nach Honolulu zurückkehrte, während Davies wollte, dass sie ihn zurück nach England begleitete. Macfarlane war der Meinung, dass die Rückkehr ihre Sichtweise zugunsten der Briten einschränken würde, was sich auf ihre politischen Entscheidungen auswirken könnte, sollte sie Königin werden. Am 8. April schrieb Cleghorn an Kaʻiulani: „Ich denke, es ist besser, wenn du im Moment nicht hier bist, so gern ich dich auch zu Hause hätte. (…) Die Dinge müssen bald geklärt werden, und dann werden wir wissen, was zu tun ist.“

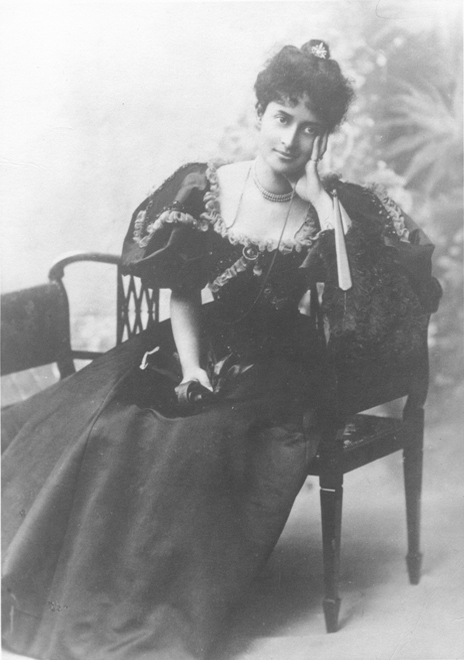
Ka‘iulani auf der Insel Jersey, ca. 1896–1897

## Leben in Europa 1893–1897
Vor dem Umsturz von 1893 hatte Ka‘iulani von der hawaiischen Regierung eine jährliche Rente zugewiesen bekommen. Als Mitglied der königlichen Familie hatte sie zwischen 1882 und 1888 jährlich 5.000 $ von der Zivilliste erhalten, zwischen 1888 und 1892 4.800 $ und als Thronfolgerin 1892 10.000 $. Auch Archibald Cleghorn war durch seine Regierungsämter von der hawaiischen Zivilliste unterstützt worden. Diese Einnahmequellen endeten nach dem Umsturz.
Die unruhige politische Lage auf Hawaii hinderte Kaʻiulani an der Rückkehr in ihre Heimat, und ihr Vater sorgte dafür, dass sie bei der Familie Davies in England blieb. Die Pressemitteilungen unter ihrem Namen wurden in Wirklichkeit von Davies verfasst, der sie anfangs nicht um ihren Beitrag gebeten hatte. Es ist unklar, ob irgendeine der öffentlichen Erklärungen auf ihren Wunsch hin abgegeben wurde, aber er gab ihr schließlich die Möglichkeit, das Endprodukt zu genehmigen, bevor es an die Tagespresse ging. Die jugendliche Kaʻiulani verbrachte den Sommer 1893 bei der Familie Davies in Killiney, Irland, wo sie mit ihren Freunden Kricket spielte und Tee trank.
In jenem Winter schickte Mary Ellen Davies ihre Tochter Alice zusammen mit Kaʻiulani und drei anderen gleichaltrigen Frauen nach Wiesbaden. Sie reisten mit einer Anstandsdame und waren in erster Linie dort, um die deutsche Sprache zu lernen. Alice sagte später: „ich habe so ziemlich alles über diese Reise vergessen, außer dass sie viele Eroberungen unter den anfälligen deutschen Offizieren machte, die wir trafen.“ Lillian Kennedy, eine Freundin der Familie, erinnerte sich an eine sehr lebenslustige junge Frau, die sich an Kissenschlachten beteiligte und Versteckspiele spielte. Die Politik auf Hawaii schien ihr allmählich weit weg und weniger wichtig zu sein. Sie begann, das Leben im Ausland zu genießen, und zwar so sehr, dass sie sich dagegen sträubte, in die Heimat der Davies zurückzukehren, um sich erneut in den Dienst der Politik zu stellen.
Kaʻiulani, die an das Leben einer viktorianischen Gesellschaftsdame gewöhnt war, zog ihr neues Leben vor. In einem Brief an ihren Vater vom 10. Juni 1894 drückte sie ihre Traurigkeit über die Veränderung in Hawaii aus und bat ihn, ein Leben im europäischen Ausland in Betracht zu ziehen. Nach der royalistischen Gegenrevolution von 1895 stimmte er zu. Während sie im Ausland waren, traf die Nachricht vom Tod ihrer Halbschwester Annie am 6. März 1897 sowohl Kaʻiulani als auch Cleghorn schwer.
Von August 1895 bis Oktober 1897 nahmen sie und ihr Vater das Leben von Aristokraten an, die durch Europa und die britischen Inseln reisten. Sie hielten sich an der Côte d’Azur, in Paris und auf der Insel Jersey sowie in England und Schottland auf. Kaʻiulani wurde an der Côte d’Azur, wo sie jedes Jahr überwinterten, wie eine Königin behandelt und fand Freunde, darunter Nevinson William (Toby) de Courcy, einen britischen Aristokraten, der in den folgenden drei Jahren mit ihr korrespondierte und ihre Briefe bis zu seinem Tod aufbewahrte.
In diesen Jahren erkrankte Kaʻiulani immer wieder und schrieb ihrer Tante Liliʻuokalani, dass sie während ihres Aufenthalts im Ausland sieben Mal „the grip“ (Grippe) gehabt habe. Sie klagte auch über Kopfschmerzen, Gewichtsverlust, Augenprobleme und Ohnmachtsanfälle. Ein Migräneanfall in Paris am 4. Mai 1897 hinderte sie daran, den Bazar de la Charité zu besuchen, der in Brand geriet und mehrere französische Adelige, darunter die Herzogin von Alençon, in den Tod riss. Wachsende Ausgaben verschlimmerten auch Cleghorns angespannte finanzielle Lage, und er schrieb an Liliʻuokalani und bat um Unterstützung.
Kaʻiulani wusste wenig über Finanzmanagement und hatte keine Mittel, um ihren Gönnern etwas zurückzuzahlen. Als ihre finanziellen Mittel zur Neige gingen, fragte sie sich, ob die Provisorische Regierung ihr eine Beihilfe gewähren würde. Ihr Vater hatte keine Mittel, um sie zu unterstützen, sodass beide auf die Großzügigkeit anderer angewiesen waren. Davies war ein knallharter Geschäftsmann, der aus der Arbeiterklasse stammte und mit Zuckerplantagen auf Hawaii ein Vermögen gemacht hatte. Er erklärte sich zwar bereit, bei den Finanzen zu helfen, nahm die Prinzessin aber 1894 wegen ihrer sorglosen Ausgaben in die Pflicht: „Ich bin enttäuscht von dem, was Sie über Geldangelegenheiten sagen, denn ich war in diesen Dingen immer unangenehm offen... Sie haben die Chance, eine Heldin zu sein, aber wenn Sie sich nicht in Entschlossenheit und Selbstbeherrschung üben ... werden wir alle scheitern.“ Er wies darauf hin, dass jegliche Finanzierung durch die Provisorische Regierung sie dazu verpflichtete, deren Sache zu unterstützen. Er versuchte, Kaʻiulani dazu zu bringen, sich wieder auf das vor ihr liegende Ziel in Bezug auf Hawaii zu konzentrieren, aber sie wollte ihr Schicksal selbst in die Hand nehmen. Der Stress aufgrund ihrer finanziellen Situation wirkte sich negativ auf ihre geistige und körperliche Gesundheit aus, und sie verfiel in ein emotionales Abdriften.

## Rückkehr nach Hawaii 1897
Kaʻiulani fühlte sich ihrer Familie auf Hawaii verpflichtet, insbesondere ihrer kranken Tante, der verwitweten Königin Kapiʻolani. Allerdings war die Prinzessin ihrer ungewissen Zukunft als ehemalige Royal überdrüssig und wollte sich nicht mit der Aussicht auf eine arrangierte Heirat in ihrer Heimat abfinden. Außerdem hatte sie sich bereits an das Leben im Ausland gewöhnt. Trotz ihrer Bedenken rief die sich verändernde politische Situation auf Hawaii sie 1897 nach Hause. Am 16. Juni legte Clevelands Nachfolger, Präsident William McKinley, dem Senat der Vereinigten Staaten eine neue Fassung des Annexionsvertrags vor, um die Republik Hawaii in die Vereinigten Staaten einzugliedern. Liliʻuokalani legte bei Außenminister John Sherman offiziell Protest ein. Die Hawaiier, die sich gegen die Annexion aussprachen, schlossen sich zusammen, darunter auch die politische Organisation Hui Kālaiʻāina, die Unterschriftenaktionen gegen die Annexion durchführte.

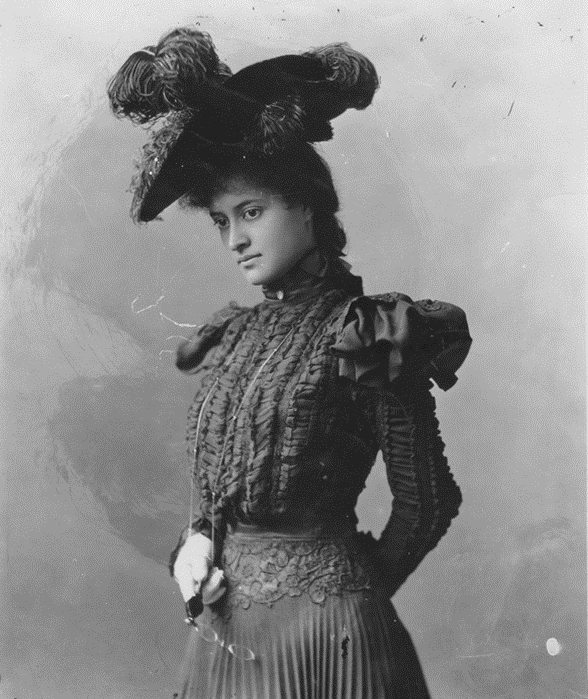
Ka‘iulani in San Francisco auf ihrer Heimreise nach Hawaii, 1897

Zwischen 1896 und 1897 gab sie ihre Pläne, nach Hawaii zurückzukehren, in zwei offenen Briefen an ihren Freund Toby de Courcy bekannt. Im ersten Brief, den sie im Herbst 1896 aus Rozel, Jersey, schrieb, vertraute sie ihm an, dass eine geheime Verabredung getroffen worden war und sie im April des folgenden Jahres zurückkehren würde. In einem weiteren Brief vom 4. Juli aus Tunbridge Wells erklärte sie Toby, dass sie ihre Tante Liliʻuokalani in den Vereinigten Staaten besuchen würde. Der Entschluss, nach Hawaii zurückzukehren, war zu diesem Zeitpunkt noch nicht gefasst. Kaʻiulani fügte hinzu: „Wenn ich zu meiner Tante ginge, würde ich nur etwa drei Wochen dort bleiben und dann wieder hierher (nach Europa) zurückkehren“, obwohl Davies „es für ratsam halten könnte, dass ich am Ende dieses Winters nach Hause zurückkehre.“ Im August und September machten Kaʻiulani und ihr Vater Abschiedsanrufe bei Freunden, stellten ein irisches Dienstmädchen, Mary O’Donell, zu ihrer Unterstützung ein und bereiteten ihre Rückkehr nach Hawaii vor.
Kaʻiulani und ihr Vater Cleghorn fuhren am 9. Oktober 1897 von Southampton nach New York. Nach einem kurzen Aufenthalt im Albemarle Hotel in New York reisten die beiden nach Washington, D.C., um Königin Liliʻuokalani ihre Aufwartung zu machen, die sich im Ebbett House in der US-Hauptstadt aufhielt, um sich gegen eine Annexion einzusetzen. Danach nahmen Kaʻiulani und Cleghorn einen Zug in Richtung Westen und erreichten am 29. Oktober San Francisco, wo sie im Occidental Hotel wohnten. Während ihrer Reisen durch die Vereinigten Staaten wurde sie von vielen Journalisten interviewt, obwohl ihr Vater darauf achtete, sie von politischen Themen fernzuhalten. Viele Gegner der Monarchie hatten ein negatives Bild von Hawaii gezeichnet, insbesondere von Kaʻiulani und ihrer Tante Liliʻuokalani. Interviews mit der hawaiischen Prinzessin zerstreuten jedoch diese Gerüchte. Ein Journalist der Zeitung The Examiner aus San Francisco schrieb: „Eine barbarische Prinzessin? Kein bisschen... Vielmehr die Blume – eine Exotin – der Zivilisation. Die Prinzessin Kaʻiulani ist ein charmantes, faszinierendes Individuum.“ Laut der Historikerin Andrea Feeser waren die zeitgenössischen Darstellungen von Kaʻiulani „von Rassen- und Geschlechterstereotypen geprägt, und obwohl sie darauf abzielten, wohlwollend zu sein, sprachen sie ihr keine Autorität zu“, wobei die Betonung auf ihren kaukasischen Gesichtszügen, viktorianischen Manieren, weiblicher Zerbrechlichkeit und Exotik lag.
Kaʻiulani und ihr Vater fuhren am 2. November von San Francisco ab und kamen am Morgen des 9. November in Honolulu an. Tausende von Gratulanten, darunter auch ihr Cousin Kawānanakoa, begrüßten sie am Hafen von Honolulu und überschütteten sie mit Girlanden aus Lei (einem traditionellem Hals- oder Kopfschmuck) und Blumen. Sie kehrten nach ʻĀinahau zurück, wo Kaʻiulani das Leben einer Privatperson führen sollte. Ihr Vater hatte in den Jahren, in denen sie im Ausland war, neben dem Bungalow, in dem sie ihre Kindheit verbracht hatte, ein neues zweistöckiges Haus im viktorianischen Stil nach Plänen des Architekten Clinton Briggs Ripley errichtet. Trotz ihres mangelnden politischen Status empfing sie weiterhin Besucher und nahm an öffentlichen Veranstaltungen teil, die sowohl von Monarchisten als auch von Anhängern der Republik ausgerichtet wurden.
Im Juni 1898 wurde die hawaiische Rot-Kreuz-Gesellschaft gegründet, deren Präsidentin Mrs. Harold M. Sewall war. Ihr Ehemann war der Minister der Vereinigten Staaten in der Republik. Die First Lady der Republik, Anna Prentice Cate Dole, wurde zur ersten Vizepräsidentin gewählt, und Kaʻiulani wurde zweite Vizepräsidentin. Es ist unklar, ob die Prinzessin ihr Einverständnis gegeben hatte, als Teil des Komitees benannt zu werden, aber sie nahm an der anschließenden Sitzung der Offiziere nicht teil.

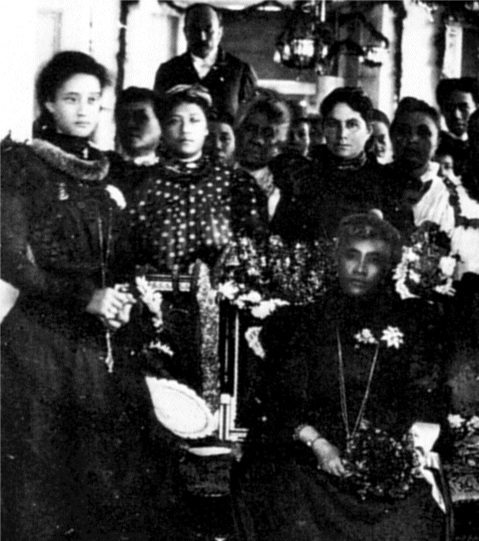
Ka‘iulani und Lili‘uokalani in Trauerkleidung, die Annexionszeremonie boykottierend, 1898

Im Senat der Vereinigten Staaten wurde McKinleys Annexionsvertrag nach Monaten ohne Abstimmung nicht angenommen. Nach dem Ausbruch des Spanisch-Amerikanischen Krieges wurde Hawaii jedoch am 4. Juli 1898 mit der Newlands Resolution, einer gemeinsamen Resolution des Kongresses, annektiert. Da die bevorstehende Annexion Hawaiis nur noch wenige Wochen entfernt war und sich Liliʻuokalani immer noch in Washington, D.C. aufhielt, wollte Hawaii seine Unterstützung für die US-Truppen auf dem Weg zum pazifischen Kriegsschauplatz zeigen. Zumindest bedeutete der Verkehr im Hafen ein Einkommen für die örtlichen Unternehmen. Cleghorn und Kaʻiulani sprachen eine offene Einladung an die amerikanischen Truppen aus, in ʻĀinahau zu übernachten, auch wenn dies wohl eher die Idee ihres Vaters war. Sie schrieb an Liliʻuokalani: „Ich bin sicher, du wärst angewidert, wenn du sehen könntest, wie die Stadt für die amerikanischen Truppen geschmückt ist. Honolulu macht sich lächerlich, und ich hoffe nur, dass wir nicht lächerlich gemacht werden.“
Die Annexionszeremonie fand am 12. August 1898 im ehemaligen ʻIolani-Palast statt, der heute als Verwaltungsgebäude der Regierung genutzt wird. Präsident Dole übergab „die Souveränität und das öffentliche Eigentum der Hawaii-Inseln“ an den Minister der Vereinigten Staaten, Harold M. Sewall. Die Flagge der Republik Hawaii wurde gesenkt und an ihrer Stelle die Flagge der Vereinigten Staaten gehisst. „Als die Nachricht von der Annexion kam, war das für mich bitterer als der Tod“, sagte Kaʻiulani dem San Francisco Chronicle. „Es war schon schlimm genug, den Thron zu verlieren, aber noch viel schlimmer war es, die Flagge zu verlieren.“ Liliʻuokalani und Kaʻiulani, ihre Familienmitglieder und Gefolgsleute boykottierten die Veranstaltung und zogen sich in Trauerkleidung im Washington Place zurück. Viele hawaiische Ureinwohner und Royalisten folgten diesem Beispiel und weigerten sich, der Zeremonie beizuwohnen. Als die republikanische Regierung versuchte, sie zum Annexionsball einzuladen, antwortete sie mit den Worten: „Warum fragen Sie mich nicht gleich, ob ich für sie die Flagge von Hawaii herunterholen werde?“
Am 7. September 1898 lud Kaʻiulani die Kommissionsmitglieder des US-Kongresses und mehr als 120 Gäste zu einem großen Lūʻau (einem traditionellen Fest mit Essen und Tanzvorführungen) auf ʻĀinahau ein. Die Kommissionsmitglieder – der neue Territorialgouverneur Dole, die Senatoren Shelby M. Cullom aus Illinois und John T. Morgan aus Alabama, der Abgeordnete Robert R. Hitt aus Illinois und der ehemalige Oberste Richter von Hawaii und spätere Territorialgouverneur Walter F. Frear – wurden mit der Bildung einer neuen Territorialregierung beauftragt. Kaʻiulani arrangierte die Veranstaltung, um die Bedeutung der hawaiischen Kultur hervorzuheben, und eröffnete das Lūʻau, indem sie ihren Finger in die Poi tauchte (ein Gericht, das aus der zerstampften Knolle des Taro hergestellt wird). Das Lūʻau auf ʻĀinahau für die Kongressparty wurde in dem Film aus dem Jahr 2009 als Kampf für das hawaiische Wahlrecht dargestellt, das im Hawaiian Organic Act von 1900 gewährleistet war.

## Persönliches

### Surfen
Kaʻiulani war schon immer eine sportliche junge Frau gewesen, die sich für Reiten, Surfen, Schwimmen, Krocket und Kanufahren begeisterte. In einem Interview für die New Yorker Zeitung The Sun aus dem Jahr 1897 erklärte sie: „Ich liebe Reiten, Fahren, Schwimmen, Tanzen und Radfahren. Wirklich, ich bin sicher, dass ich ein Seehund in einer anderen Welt war, weil ich das Wasser so sehr liebe ... Meine Mutter hat mir das Schwimmen beigebracht, fast bevor ich laufen konnte.“ Kaʻiulani war eine begeisterte Surferin an den Ufern von Waikiki, und ihr 7 Fuß, 4 Zoll (ca. 2,2 m) großes alaia Surfbrett aus Koa (Koa-Akazie) wird im Bernice Pauahi Bishop Museum aufbewahrt. Das Museum erwarb es 1922 aus dem Nachlass ihres verstorbenen Vaters und es ist eines der wenigen erhaltenen Beispiele für hawaiische Surfbretter aus dem 19. Jahrhundert.
Angeblich soll sie zudem die erste weibliche Surferin auf den Britischen Inseln gewesen sein, das Museum of British Surfing stellt jedoch fest, dass „der einzige greifbare Beweis – bis jetzt – ein Brief ist, in dem sie schreibt, dass sie es genoss, in Brighton ‚wieder auf dem Wasser zu sein‘. “ Ihre drei Cousins Kawananakoa, Kuhio und Keliʻiahonui leisteten 1885 in Kalifornien Pionierarbeit beim Surfen. Kawananakoa und Kūhiō wurden 1890 die ersten männlichen Surfer auf den britischen Inseln, als sie mit ihrem Lehrer John Wrightson in Bridlington in Nordengland surfen gingen. Die Badekleidung der viktorianisch gesinnten hawaiischen Royals war eine Ganzkörper-Badebekleidung aus Wolle oder Baumwolle.

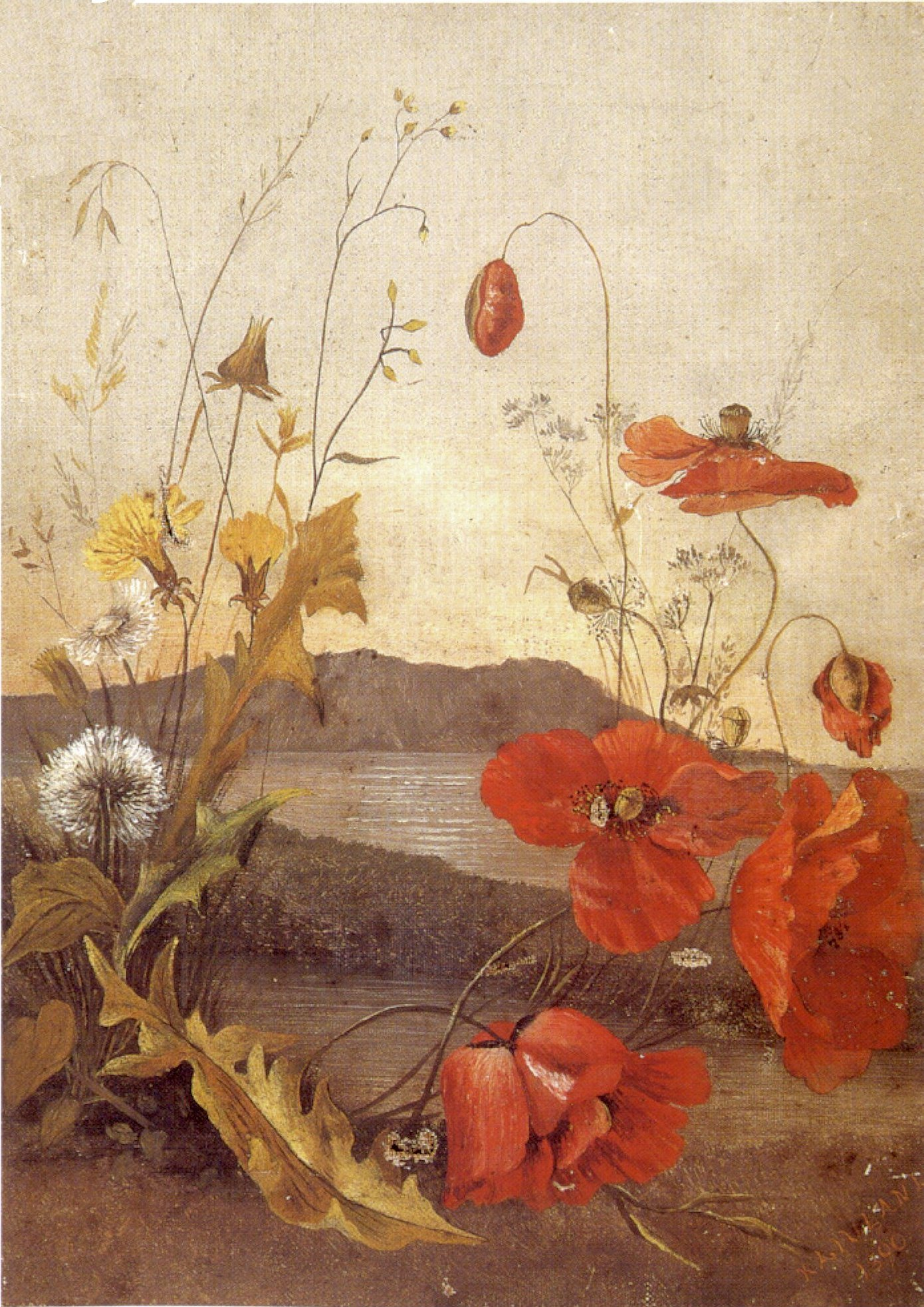
„Poppies“ (Mohnblumen), Öl auf Leinwand, Gemälde von Ka‘iulani, 1890

### Robert Louis Stevenson
Kaʻiulani war eine Malerin, die gerne mit anderen Künstlern verkehrte. Während sie unter Davies’ Vormundschaft stand, schickte sie einige ihrer Gemälde aus England nach Hawaii. Als Kalākaua in seinem letzten Jahr krank war, schickte sie ihm ein Gemälde, um ihn aufzumuntern. Ihre wenigen erhaltenen Gemälde befinden sich in Hawaii. Sie war mit Joseph Dwight Strong, einem Landschaftsmaler am Hof von Kalākaua, und Isobel Osbourne Strong, einer Hofdame von Likelike, bekannt. Isobels Stiefvater war der schottische Schriftsteller Robert Louis Stevenson. Im Juni 1888 charterte Stevenson die Jacht Casco und stach mit seiner Familie von San Francisco aus in See. Der Dichter verbrachte fast drei Jahre im östlichen und mittleren Pazifik und hielt sich für längere Zeit auf den Hawaii-Inseln auf, wo er ein guter Freund von König Kalākaua und Kaʻiulani wurde. Stevenson und die Prinzessin gingen oft in ʻĀinahau spazieren und saßen unter dem dortigen Banyanbaum. Vor seiner Abreise verfasste Stevenson ein Gedicht für sie. Später schrieb er an seinen Freund Will Hicok Low: „Wenn du aufhören willst, Republikaner zu sein, dann sieh dir meine kleine Kaiulani an, wenn sie durch [die Vereinigten Staaten] reist.“ Der Historiker A. Grove Day bemerkte: „Von all seinen Inselfreundschaften ist die platonische Affäre mit der halbschottischen Prinzessin in der Vorstellung der Liebhaber von Hawaii am längsten erhalten geblieben.“
Forth from her land to mine she goes,
The island maid, the island rose,
Light of heart and bright of face,
The daughter of a double race ...
But our Scots islands far away
Shall glitter with unwonted day,
And cast for once their tempest by
To smile in Kaiulani's eye.

– Robert Louis Stevenson, 1889, „Ka‘iulani“

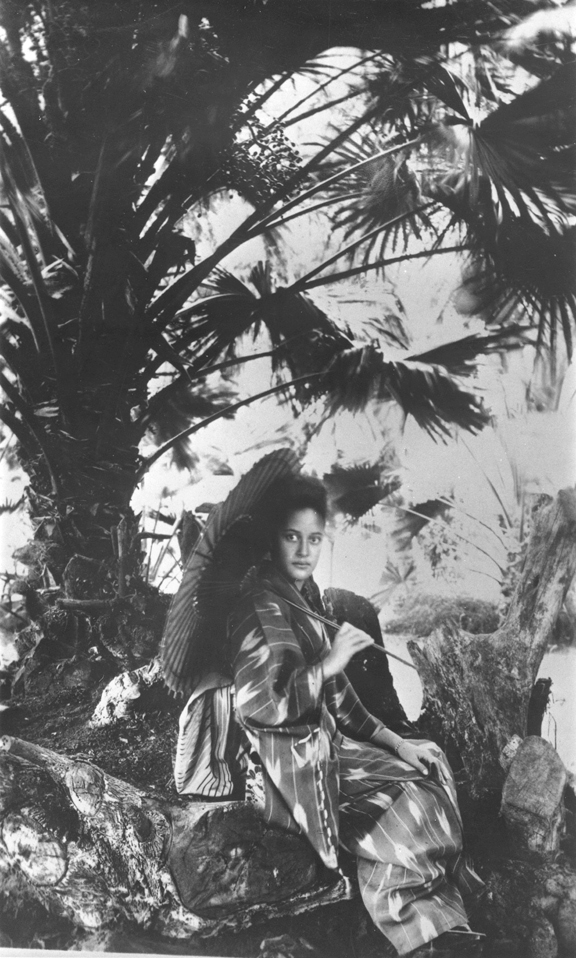
Ka‘iulani in einem traditionellen Kimono

### Verlobungsgerüchte
Während seiner Weltreise 1881 hielt Kalākaua ein geheimes Treffen mit dem japanischen Kaiser Meiji ab und schlug vor, die beiden Nationen durch eine arrangierte Heirat zwischen seiner fünfjährigen Nichte Kaʻiulani und dem 13-jährigen Prinzen Yamashina Sadamaro in einem Bündnis zu vereinen. Aus erhaltenen Briefen an den König geht hervor, dass sowohl Prinz Sadamaro auf Anraten seines Vaters als auch der japanische Außenminister Inoue Kaoru den Vorschlag im Namen der japanischen Regierung ablehnten. Im Februar 1893 legte das Kanonenboot Naniwa der kaiserlichen japanischen Marine mit dem japanischen Prinzen an Bord in Pearl Harbor an. In der amerikanischen Presse kursierten Gerüchte, dass die Japaner ein militärisches Eingreifen in Erwägung zögen.
Von 1893 bis zu ihrem Tod kursierten in der amerikanischen und hawaiischen Presse Gerüchte, wen Kaʻiulani heiraten würde, und bei einer Gelegenheit wurde sie von Königin Liliʻuokalani zur Heirat gedrängt. Clive Davies, der Sohn von Kaʻiulanis Vormund Theo H. Davies, 1893 Student am Massachusetts Institute of Technology war, wurde als Kaʻiulanis Verlobter gehandelt. Obwohl sich die Prinzessin während ihres Aufenthalts in England gelegentlich bei der Familie aufhielt, erklärte ihr Vater, es gebe keine Verlobung zwischen den beiden jungen Leuten und die Gerüchte seien „absurd und lächerlich“. Trotz des Dementis hielten sich die Gerüchte eine Zeit lang. Clive war jedoch zwischen 1896 und 1898 mit Edith Fox, der Tochter des Bauingenieurs Francis Fox, verlobt, während er in Honolulu wohnte und die Geschäfte seines Vaters führte. Ein anderes Gerücht, das nach Kaʻiulanis Rückkehr nach Hawaii kursierte, besagte, dass sie Clives Bruder George Davies heiraten würde. Mitglieder von Kaʻiulanis Haushalt dementierten dies.
Am 29. Januar 1894, als Kaʻiulani neunzehn Jahre alt war, schrieb Liliʻuokalani ihr, sie solle erwägen, entweder Prinz David Kawānanakoa, Prinz Jonah Kūhiō Kalanianaʻole oder einen ungenannten japanischen Prinzen (der damals in London studierte) zu heiraten. Sie erinnerte sie daran: „Von Ihnen hängt also die Hoffnung der Nation ab, und leider können wir nicht immer tun, was wir wollen.“ Es dauerte fünf Monate, bis Kaʻiulani auf Liliʻuokalanis Vorschlag einging. In einem Brief vom 22. Juni 1894 erklärte Kaʻiulani, dass sie es vorziehen würde, aus Liebe zu heiraten, es sei denn, es sei notwendig: „Ich fühle, dass es falsch wäre, wenn ich einen Mann heiraten würde, den ich nicht liebe.“ Aus persönlichen Briefen und Briefen ihrer Freunde geht hervor, dass viele Verehrer Kaʻiulani den Hof machten, während sie in England und Europa lebte. Vor ihrer Rückkehr nach Hawaii im November 1897 vertraute Kaʻiulani ihrem Freund Toby de Courcy an, dass sie das Werben einiger ihrer „jungen Männer“ beenden müsse, weil auf Hawaii eine arrangierte Ehe auf sie warte. Außerdem deutete sie an, dass die von ihrem Vater und Theo H. Davies genehmigte Verbindung aus politischen Gründen geheim gehalten wurde. Sie beklagte sich: „Ich muss unter einem unglücklichen Stern geboren worden sein, denn mein Leben scheint so geplant zu sein, dass ich es nicht ändern kann.“ Die Historikerin Marilyn Stassen-McLaughlin und die Biografin Sharon Linnea konnten den Herrn hinter der geheimen Vereinigung anhand der Primärquellen nicht identifizieren, vermuteten aber, dass es sich um Kawānanakoa handelte, weil er der einzige wahrscheinliche Kandidat für eine politische Vereinigung war, nachdem Kūhiō 1896 geheiratet hatte.

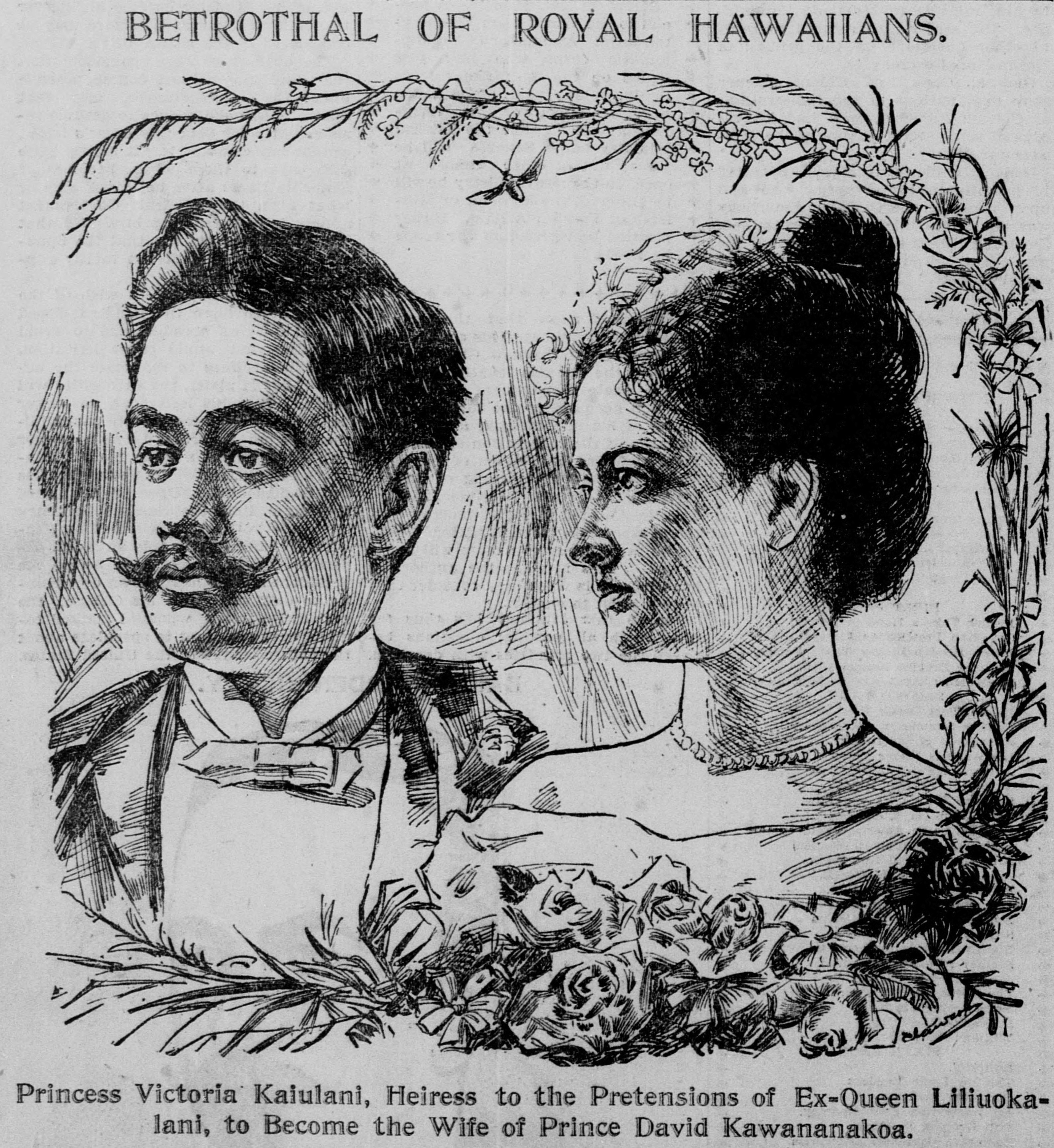
Unbelegte Verlobungsbekanntgabe in The San Francisco Call, 1898

Aufzeichnungen deuten darauf hin, dass es eine schriftliche Verlobungsvereinbarung mit Kawānanakoa gegeben haben könnte, die jedoch schnell wieder aufgehoben wurde. Eine unbelegte Meldung vom 3. Februar 1898 wurde in der Zeitung The San Francisco Call abgedruckt und später in Zeitungen in den gesamten Vereinigten Staaten nachgedruckt. Dem Bericht zufolge war die Verlobung von der Fertigstellung der Urkunden für einen beträchtlichen Immobilienbesitz abhängig, der von Königin Kapiʻolani sowohl auf Kawānanakoa als auch auf Kalanianaʻole übertragen worden war. Am 19. Februar wurde in den Zeitungen eine Verlobungsabsage von Kawānanakoa abgedruckt. Kapiʻolani überschrieb den Brüdern am 10. Februar ihren gesamten Grundbesitz mit der ausdrücklichen Auflage, die Urkunde erst zu vollziehen, wenn sie dazu bereit sei. Kapiʻolani wollte die Übertragung aufschieben, bis sie zu alt war, um den Besitz selbst zu verwalten, und/oder andernfalls glauben würde, dass sie dem Tod nahe war. Sie sah das Dokument zuletzt bei ihrem Notar Carlos A. Long, mit der Anweisung, Änderungen am Wortlaut vorzunehmen. Stattdessen ließen die Brüder die Urkunde ohne ihr Wissen sofort ausfertigen.
Die Familienüberlieferungen widersprechen sich auch hinsichtlich der genauen Art ihrer Beziehung zu Kawānanakoa. Kaʻiulanis Nichte Mabel Robertson Lucas (Tochter ihrer Schwester Rose) sagte, dass die beiden Cousins sich nahe standen, aber nur wie Geschwister. In der Kaʻiulani-Biografie von Nancy und Jean Francis Webb aus dem Jahr 1962 heißt es, dass Kawānanakoas spätere Ehefrau, Abigail Campbell Kawānanakoa, einem ungenannten Biografen oder engen Freund sagte, dass „ich David natürlich nie hätte heiraten können, wenn Kaʻiulani gelebt hätte.“ Die Sammlung des Bishop-Museums enthält eine Reihe von Juwelen aus dem Besitz von Kaʻiulani, darunter eine Diamant-und-Aquamarin-Halskette, die ihr 1897 von Königin Kapiʻolani zu Ehren ihrer Verlobung mit einem ungenannten Freier geschenkt wurde. Kaʻiulani ersetzte die Kette, an der die Edelsteine befestigt waren, durch kleine Perlenstränge.
In einem auf den 22. Juni 1894 datierten Brief an Liliʻuokalani, in dem sie eine arrangierte Ehe ablehnte, erwähnte sie, dass sie den Antrag eines „enorm reichen deutschen Grafen“ abgelehnt hatte. 1898 wurde sie in der Presse mit zwei weiteren Freiern in Verbindung gebracht: Captain Putnam Bradlee Strong, ein amerikanischer Offizier, der im Spanisch-Amerikanischen Krieg in Manilla kämpfte und Sohn des New Yorker Bürgermeisters William Lafayette Strong war, und Andrew Adams, ein aus Neuengland stammender Journalist der Zeitschrift The Pacific Commercial Advertiser, den ihr Vater bevorzugte. 1895 berichtete The Evening Republican über das Gerücht, dass Kaʻiulani Rudolph Spreckels, den Sohn des Zuckermagnaten Claus Spreckels, heiraten sollte. Ein posthumer Bericht in The Butte Daily Post nach Kaʻiulanis Tod brachte sie mit James G. Blaine, Jr. in Verbindung, dem Sohn des ehemaligen US-Außenministers James G. Blaine.

## Tod und Beisetzung
Am 6. Dezember 1898 reiste Kaʻiulani zur Parker Ranch in Waimea auf der Insel Hawaii. Der Besitzer der Ranch, Samuel Parker, hatte im Geheimen Rat von Kalākaua gedient und war Liliʻuokalanis Außenminister gewesen, als die Monarchie gestürzt wurde. Kaʻiulani nahm am 14. Dezember an der Hochzeit von Parkers Tochter, ihrer Jugendfreundin Eva, mit Frank Woods teil und blieb zu den Weihnachtsfeierlichkeiten. Die Feierlichkeiten und Aktivitäten zogen sich über Wochen hin. Mitte Januar 1899 bestiegen Kaʻiulani und eine Reihe anderer Gäste die Pferde und ritten zu einem Picknick aus. Das anfänglich angenehme Wetter verwandelte sich bald in einen windigen Regensturm. Während die anderen Teilnehmer des Ausritts Regenmäntel anzogen, galoppierte Kaʻiulani fröhlich ohne Mantel durch den Regen. Erst später, als sie wieder auf der Ranch waren, begann sie sich krank zu fühlen. Als ihr Vater am 24. Januar von ihrem Zustand erfuhr, segelte er sofort mit dem Dampfer Kinau auf die Insel. Der Arzt der Familie, „Doctor Walters“ (Saint David G. Walters), begleitete ihn. Nach der medizinischen Behandlung wurde der Öffentlichkeit zwei Wochen später mitgeteilt, dass sie auf dem Wege der Besserung sei.

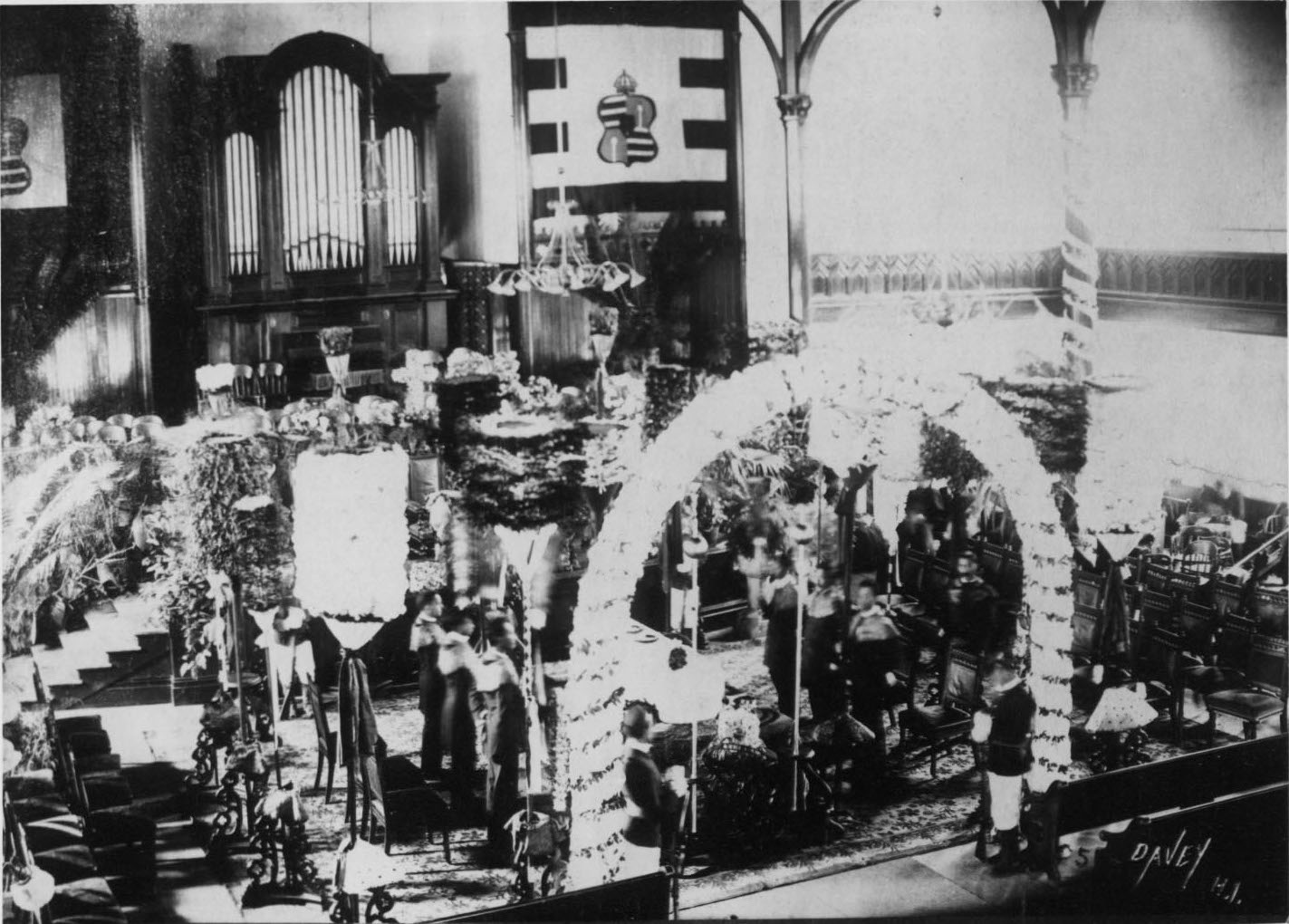
Aufbahrung Ka‘iulanis in der Kawaiaha‘o-Kirche

Kaʻiulani war jedoch immer noch geschwächt und ihre Krankheit dauerte an. Für eine Petition an Präsident William McKinley und den Kongress, in der die Vereinigten Staaten aufgefordert wurden, der Prinzessin eine Rente zu gewähren, wurden Unterschriften gesammelt. In Wirklichkeit war sie immer noch schwer krank, und Cleghorn brachte sie am 9. Februar mit dem Dampfer Mauna Loa zurück nach ʻĀinahau. Sie war so krank, dass sie auf einer Trage transportiert werden musste. Walters sagte, es handele sich um „entzündlichen Rheumatismus“. Später fügte er hinzu, dass sie auch einen exophthalmischen Kropf hatte.

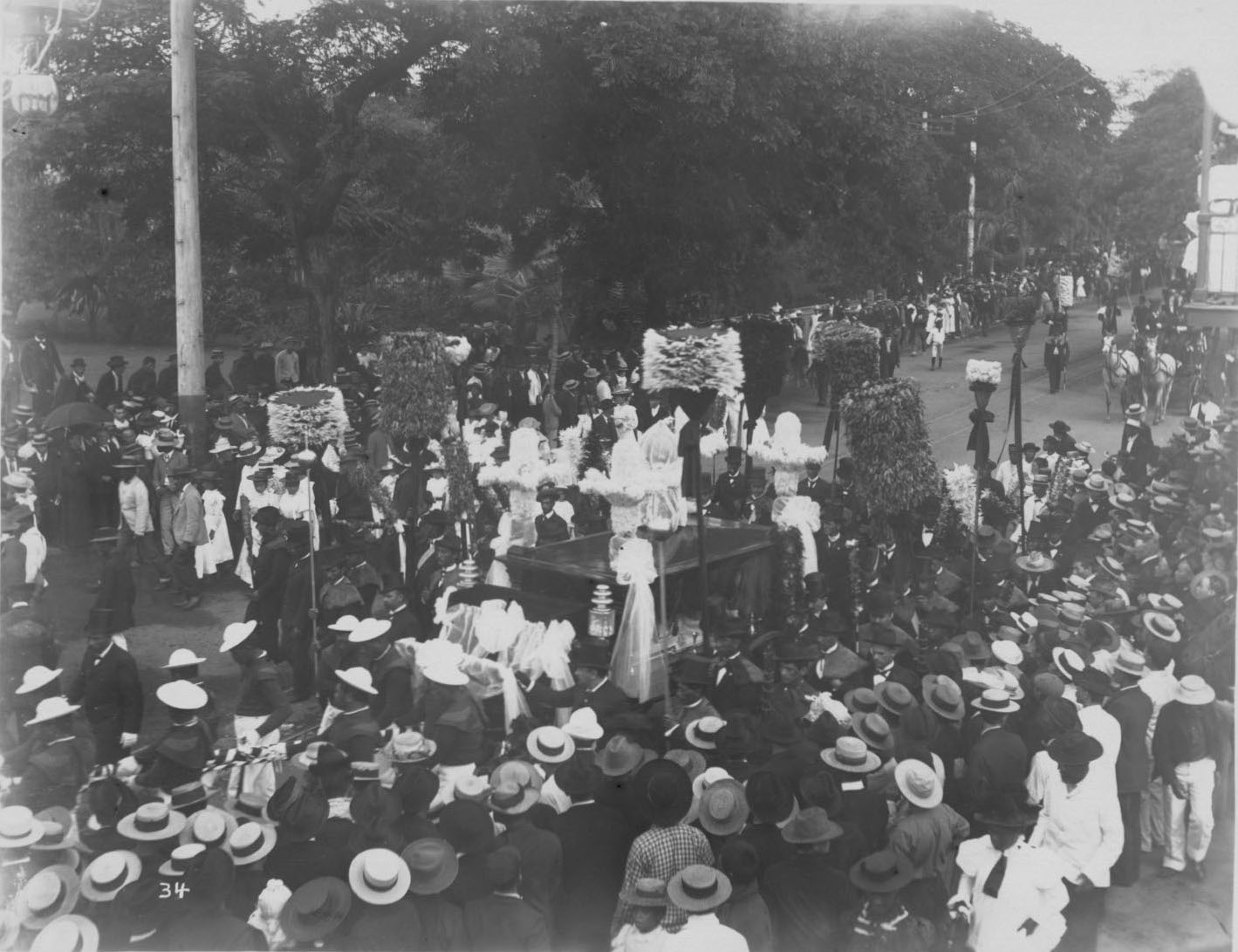
Trauerzug bei der Beisetzung Ka‘iulanis

Kaʻiulani starb am Montag, dem 6. März 1899, im Alter von 23 Jahren in ihrem Haus in ʻĀinahau an entzündlichem Rheuma. Später berichtete George W. Macfarlane, ein Freund der Familie und Kämmerer von König Kalākaua, einem Reporter des San Francisco Call, dass die Prinzessin möglicherweise an gebrochenem Herzen gestorben sei. Kaʻiulani hatte Pfauen geliebt und wuchs mit einer Herde auf, die ursprünglich ihrer Mutter in ʻĀinahau gehörte. Manchmal wurde sie die „Pfauenprinzessin“ genannt. Als sie starb, konnte man ihre geliebten Pfauen in der Nacht schreien hören. Später wurde festgestellt, dass die nächtlichen Aktivitäten und Lichter die Vögel wahrscheinlich aufregten, aber andere glaubten, dass die Pfauen ihren Tod betrauerten. Das Protokoll der hawaiischen Ureinwohner schrieb vor, dass der Leichnam eines aliʻi (Adligen) erst nach Mitternacht nach dem Tod bewegt werden durfte und am Sabbat bestattet werden musste. Sie lag bis Samstag, den 11. März, in ihrem eigenen Haus, als ihr Leichnam kurz nach Mitternacht überführt wurde. Der Weg von ʻĀinahau zur Aufbahrung in der Kawaiahaʻo-Kirche wurde zu einem immer größer werdenden Trauerzug, bei dem die hawaiischen Ureinwohner mit brennenden Fackeln in Reih und Glied standen und wehklagten.
Die Regierung der Republik Hawaii stellte der Familie alle Mittel zur Verfügung und richtete ihr am 12. März ein Staatsbegräbnis aus. Sie war bis zum letzten Gottesdienst in der Kawaiahaʻo-Kirche öffentlich aufgebahrt. Hunderte von Einzelpersonen und Organisationen nahmen an der Prozession teil. Der Pacific Commercial Advertiser schätzte, dass 20.000 Zuschauer die Straßen säumten. Die letzte Volkszählung (1896) hatte nur 29.000 Einwohner in ganz Honolulu ergeben. Ihre sterblichen Überreste wurden zur Beerdigung in das königliche Mausoleum von Hawaii auf Mauna ʻAla im Nuʻuanu-Tal gebracht. Sie wurde in der Hauptkapelle des Mausoleums beigesetzt, neben ihrer Mutter Likelike und den anderen verstorbenen Mitgliedern der Königshäuser von Kalākaua und Kamehameha.
In einer von Liliʻuokalani am 24. Juni 1910 geführten Zeremonie wurden die sterblichen Überreste der Familie ein letztes Mal in die unterirdische Kalākaua-Krypta überführt, nachdem das Hauptgebäude des Mausoleums in eine Kapelle umgewandelt worden war. Auch Kaʻiulanis Vater wurde nach seinem Tod am 1. November 1910 in der Krypta beigesetzt.

## Kultureller Einfluss und Nachleben

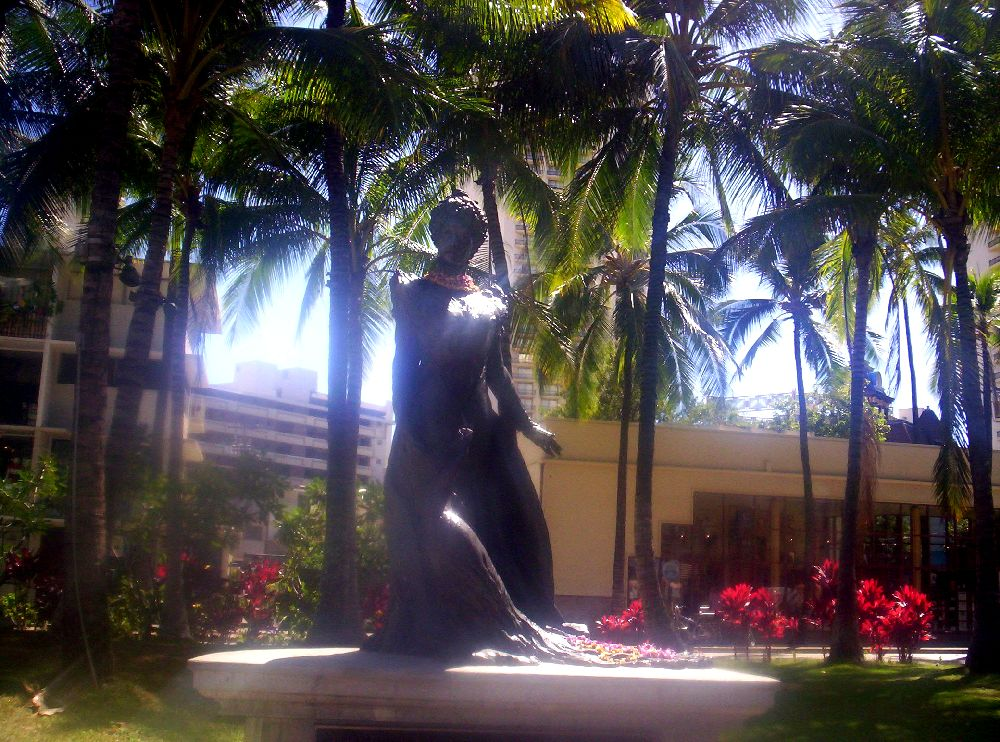
Die Ka‘iulani-Statue in Waikiki

Als Kaʻiulani geboren wurde, sorgten Kerosinlampen für die Straßenbeleuchtung in Honolulu. Während Kalākauas Weltreise 1881 besuchte er Thomas Alva Edison, der ihm eine Vorführung elektrischer Glühbirnen gab. Der ‘Iolani-Palast nahm eine Vorreiterrolle ein und installierte 1886 die erste elektrische Beleuchtung in Hawaii. Die Öffentlichkeit war eingeladen, an der Einweihungszeremonie teilzunehmen. Die Royal Hawaiian Band unterhielt, es wurden Erfrischungen serviert, und der König führte seine Truppen zu Pferd über das Gelände. Als Honolulu schließlich seine gesamte Straßenbeleuchtung elektrifizierte, wurde der 12-jährigen Kaʻiulani am Freitag, dem 23. März 1888, die Ehre zuteil, den Schalter an den Nuʻuanu-Generatoren umzulegen und die Stadt zu beleuchten.
Im Herbst 2007 begann der britische Filmemacher Marc Forby mit der Produktion eines 9 Millionen Dollar teuren Films mit dem Titel Barbarian Princess, der auf den Versuchen der Prinzessin basiert, die Unabhängigkeit ihres Landes wiederherzustellen. Prinzessin Kaʻiulani wurde von der 12-jährigen Kaimana Paʻaluhi aus Oʻahu und von Q’orianka Kilcher gespielt. Barry Pepper, Will Patton und Shaun Evans spielten die Nebenrollen. Im März 2008 wurden Szenen im ʻIolani-Palast gefilmt. Die Weltpremiere des Films fand am Freitag, den 16. Oktober 2009, im Hawaii Theatre in Honolulu, Hawaii, im Rahmen des Hawaii International Film Festival statt. Der Titel des Films löste eine Kontroverse aus, und der Film erhielt gemischte Kritiken, doch die Nachfrage nach dem Film war so groß, dass das Filmfestival mehrere zusätzliche Vorführungen ansetzte. Der Titel des Films wurde inzwischen in Princess Ka‘iulani geändert. Roadside Attractions erwarb die Rechte an dem Film in den Vereinigten Staaten und brachte ihn am 14. Mai 2010 in die Kinos.
Der Film von Forby war nicht das erste Projekt, das die Prinzessin auf die Leinwand brachte: Die Kaʻiulani-Biografin Kristin Zambucka produzierte ein Dokudrama mit dem Titel A Cry of Peacocks für das hawaiische Fernsehen, das 1994 von Green Glass Productions und KITV ausgestrahlt wurde. Prinzessin Kaʻiulani wurde von Heather Kuʻupuaohelomakamae Marsh gespielt.
1999 gaben die Outrigger Hotels in Waikiki eine Statue von Kaʻiulani in Auftrag. Ihr zu Ehren findet jedes Jahr im Oktober im Sheraton Princess Kaiulani Hotel (das auf dem ehemaligen Gelände von ʻĀinahau erbaut wurde) ein keiki (Kinder)-Hula-Festival statt. Im März 2017 setzte das Hawaiʻi Magazine sie auf eine Liste der einflussreichsten Frauen der hawaiischen Geschichte.

### Das Ka‘iulani-Projekt
Das Kaʻiulani-Projekt wurde 2007 nach Abschluss fünfjähriger Forschungsarbeiten über das Leben der Prinzessin ins Leben gerufen. Zu den Mitgliedern des von Jennifer Fahrni gegründeten Projekts gehören Nachkommen der Familie der Prinzessin, hawaiische Kulturführer, kumu hula (Hula-Lehrer) und hawaiische Pädagogen. Ziel des Projekts war es, Kaʻiulanis duale Kultur und ihr Vermächtnis für das hawaiische Volk bekannter zu machen und schließlich in hawaiischen Schulen zu unterrichten. Im Jahr 2007 begann das Projekt mit hawaiischen Pädagogen sowie kulturellen und darstellenden Kunstorganisationen zusammenzuarbeiten und produzierte Präsentationen und Lesungen von Theaterstücken im ganzen Bundesstaat.
Am 16. Oktober 2010 veranstaltete das Kaʻiulani-Projekt in Zusammenarbeit mit der Königlichen Garde von Hawaii die Lahaina Royal Hoʻike, bei der zum ersten Mal seit über 100 Jahren zu Ehren von Kaʻiulani offizielle hawaiische Protokolle aufgeführt wurden. Delegationen von allen Inseln nahmen an der Veranstaltung auf dem heiligen Gelände von Mokuʻula und der Waiola Church teil. Dies war das erste Mal seit Kaʻiulanis Tod, dass ihre Familie an offiziellen hawaiischen Feierlichkeiten zu ihrem Leben teilnahm. Hoʻokupu-Gaben wurden Kaʻiulanis Großnichte zu Ehren des 135. Geburtstags der Prinzessin überreicht und von ihr entgegengenommen. Zahlreiche zivilgesellschaftliche und kulturelle Organisationen auf Hawaii, darunter auch der Königliche Orden von Kamehameha I., nahmen an der Veranstaltung teil. Für Unterhaltung sorgten die Royal Hawaiian Band und andere Darsteller. Außerdem wurde die Lebensgeschichte der Prinzessin mit ausgewählten Szenen aus dem Originaldrehbuch Kaʻiulani, The Island Rose dargestellt.
Das Kaʻiulani-Projekt umfasst Kaʻiulani: The Island Rose, ein auf Fakten basierendes Drehbuch und Bühnenstück, das seit 2003 von Fahrni und Carol Harvie-Yamaguchi recherchiert und geschrieben wurde, sowie die Biografie Prinzessin Kaʻiulani – Ihr Leben und ihre Zeiten. Das Drehbuch wurde erstmals am 12. April 2008 in Kahului auf der Insel Maui als öffentliche Lesung aufgeführt.

### ʻĀinahau und ihr Banyanbaum
Nach seinem Tod im Jahr 1910 vermachte Archibald Cleghorn den Besitz von ʻĀinahau dem Territorium von Hawaii für einen Park zu Ehren von Kaʻiulani. Die territoriale Legislative lehnte die Schenkung jedoch ab. Das Grundstück wurde aufgeteilt und verkauft, wobei das viktorianische Herrenhaus in ʻĀinahau zu einem Hotel und dann zu einem Mietobjekt wurde, bevor es am 2. August 1921 abbrannte. Die Daughters of Hawaii, eine 1903 gegründete Organisation zur Bewahrung des historischen Erbes der Inseln, wurde mit der Pflege von Kaʻiulanis Banyanbaum beauftragt. Am 16. Oktober 1930 brachten die Daughters of Hawaii eine Bronzetafel in der Nähe des Baumes an, um die Erinnerung an Kaʻiulani und ihre Freundschaft mit Robert Louis Stevenson zu ehren. Die steigenden Kosten für den jährlichen Baumschnitt und die Sorge um den Gesundheitszustand des Baumes führten jedoch dazu, dass er 1949 gefällt wurde.

### Kaʻiulani Elementary School
Die Kaʻiulani Elementary School wurde am 25. April 1899 im Kapālama-Viertel von Honolulu gegründet. Am Arbor Day 1900 pflanzte die Schuldirektorin einen Ableger ihres Banyanbaums aus ʻĀinahau, der der Schule von Archibald Cleghorn geschenkt worden war. Lokale Bemühungen verhinderten, dass der Baum in den 1950er Jahren gefällt wurde, und der Baum ist bis heute erhalten geblieben. Die Bronzetafel des ursprünglichen Banyanbaums wurde später an diesen Standort versetzt. Andere Ableger des ursprünglichen Banyanbaums wurden in anderen Teilen von Hawaii gepflanzt.